# Zdarzec
Zdarzec – część wsi Zabawa w Polsce, położona w województwie małopolskim, w powiecie tarnowskim, w gminie Radłów. Rozpościera się w rejonie ulicy Szkolnej.
Dawniej samodzielna wieś i gmina jednostkowa. 
W latach 1975–1998 wieś administracyjnie należała do województwa tarnowskiego.